# Juan del Castillo (pintor)

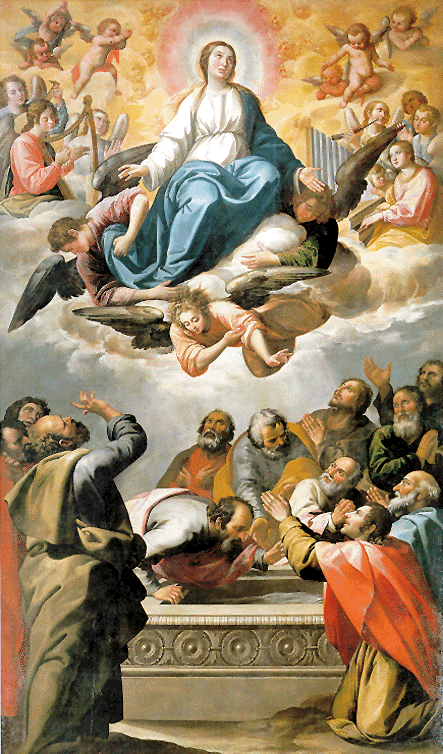
Asunción de la Virgen, óleo sobre lienzo (487 x 285 cm), Museo de Bellas Artes de Sevilla. Pintura central del retablo mayor del convento de Montesión, Sevilla.

Juan del Castillo (c. 1593-1657) fue un pintor barroco español, avecindado en Sevilla, cuya fama se ha debido en gran parte a la condición de maestro de Bartolomé Esteban Murillo que le atribuyó Antonio Palomino.

## Biografía
Se desconocen el lugar y la fecha de su nacimiento –que debió de tener lugar hacia 1593 y probablemente en Sevilla– así como la fecha exacta de su muerte, resultando inútiles los datos biográficos que proporciona Palomino, quien afirma que falleció en Cádiz en 1640 a los cincuenta y seis años de edad, pues consta que en 1650 vivía en Sevilla, apadrinando en ese año a una hija de Murillo, de quien era tío político.
En 1615 casó con María Francisca Pérez, hija del pintor Antonio Pérez —quien quizá fuera su maestro—, hermano de la madre de Murillo y su padrino de bautismo, y nieta por parte de madre de Vasco Pereira. En 1624 se examinó para alcanzar el grado de pintor, aunque es probable que ya estuviese trabajando como tal antes de esa fecha, atribuyéndosele una Alegoría de la Institución de la Eucaristía con San Juan Evangelista y San Ignacio de Loyola, fechada en 1612 y conservada en la Universidad de Sevilla, que perteneció a la Congregación del Santísimo de la Compañía de Jesús en la que el pintor había ingresado un año antes. También es probable que tomase una amplia participación en el retablo mayor de la parroquia de la Purísima Concepción de Brenes (Sevilla), contratado en 1621 por su suegro, cuya principal actividad fue la de dorador. Inmediatamente después del examen como pintor Castillo comenzó a recibir aprendices en su taller, existiendo documentación de diversos conciertos de aprendizaje firmados en la década de 1620. Es esta una actividad especialmente ponderada por Palomino, quien aseguraba que «su casa era la más frecuentada de cuantos deseaban aprovechar en el arte de la Pintura».

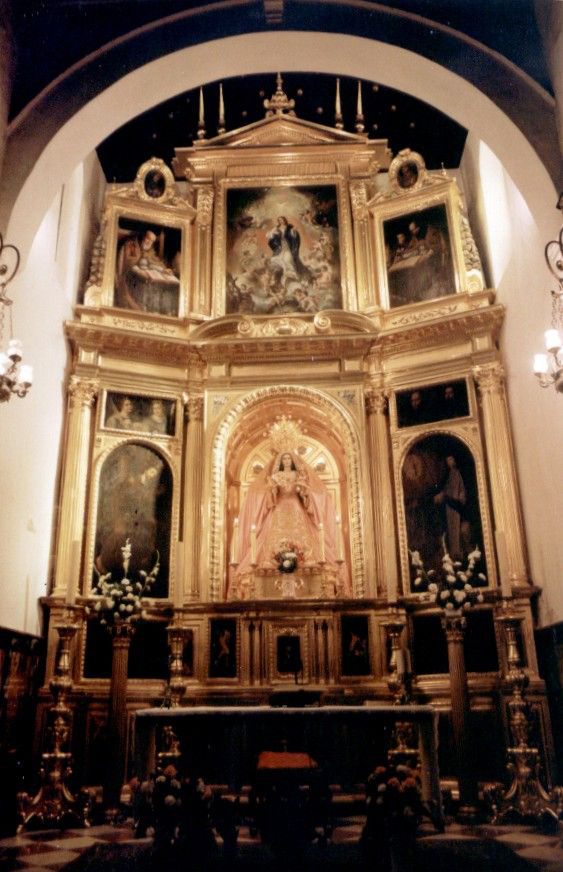
Altar mayor de la Parroquia de la Purísima Concepción, Brenes.

También para esos años y sucesivos hay noticias de su trabajo como pintor y dorador de retablos en Sevilla y sus alrededores, tareas en las que aparece relacionado con Pablo Legot y Alonso Cano, a quien se encontraba unido también por estrechos vínculos de amistad, siendo Castillo quien pagó en 1636 la fianza para sacar a Cano de la cárcel.
Entre 1634 y 1636 realizó la mejor de sus obras conservadas: el retablo mayor del colegio de Santa María de Montesión en Sevilla, conservado en el Museo de Bellas Artes de aquella ciudad. En él se advierten las influencias que había ido recibiendo a lo largo de su carrera, desde su formación en el manierismo tardío a la adopción de modelos naturalistas tomados de Juan de Roelas y, finalmente, la atracción por las figuras movidas tomadas de Rubens a través de los grabados de Paulus Pontius, para conformar con todo ello un estilo personal de colores vivos, con cierto tono amable y «gracia popular, que pudo pasar -muy transformado, por supuesto- a Murillo».